# Enrico Magazzini

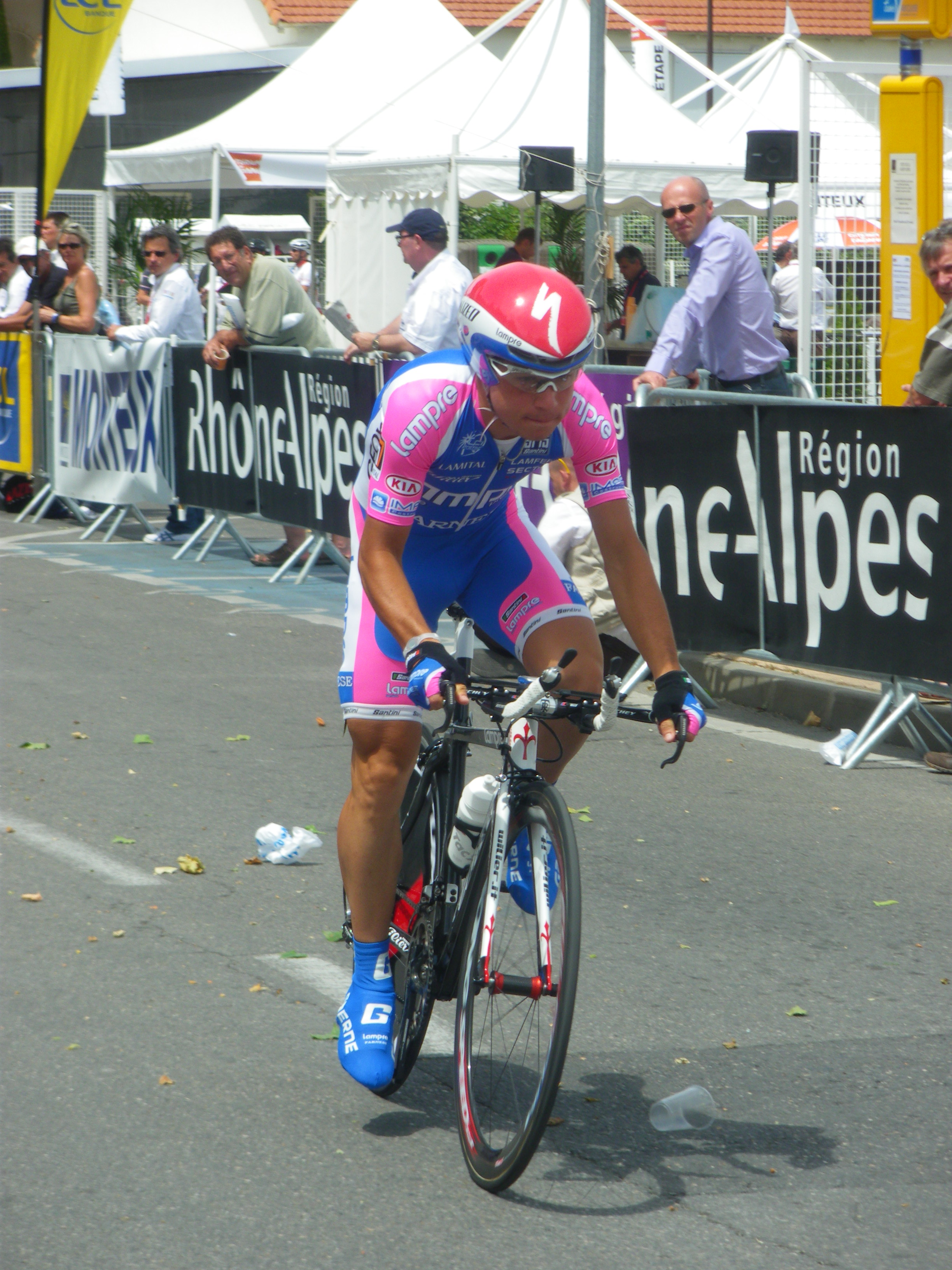
Enrico Magazzini.

Enrico Magazzini es un ciclista profesional italiano. Nació en Empoli (Toscana), el 27 de abril de 1988.
Es profesional desde 2009, cuando debutó con el equipo Lampre, en el que permanece en la actualidad.

## Palmarés
No ha conseguido victorias como profesional.

## Equipos
- Lampre (2009-2011)